# Vassili Khomutovski
Vassili Khomutovski (en biélorusse : Васіль Хамутоўскі, en russe : Василий Хомутовский), né le 30 août 1978 à Minsk en Biélorussie, est un footballeur international biélorusse, qui évolue au poste de gardien de but.

## Biographie

### Carrière de joueur
Vassili Khomutovski dispute 4 matchs en Ligue des champions, et 25 matchs en Coupe de l'UEFA.

### Carrière internationale
Vassili Khomutovski compte 26 sélections avec l'équipe de Biélorussie entre 2000 et 2008. 
Il est convoqué pour la première fois par le sélectionneur national Eduard Malofeyev pour un match amical contre la Lettonie le 16 août 2000 (victoire 1-0). Il reçoit sa dernière sélection le 2 juin 2008 contre la Finlande (1-1).

## Palmarès
- Avec le BATE Borisov
  - Champion de Biélorussie en 1999

- Avec le Steaua Bucarest
  - Champion de Roumanie en 2005 et 2006

- Avec le Petrolul Ploiești
  - Vainqueur de la Coupe de Roumanie en 2013